# Église Saint-Blaise d'Argenty
L'église Saint-Blaise est une ancienne église située à Teillet-Argenty, en France.

## Localisation
L'église est située sur la commune de Teillet-Argenty, dans le département français de l'Allier. Elle se trouve au village d'Argenty, dont elle était l'église paroissiale avant la Révolution, non loin de la motte féodale.

## Description
L'église est fortement endommagée ; seuls subsistent le chevet et la façade, avec ses deux gros contreforts. Les peintures murales qui la décoraient ont été vendues.

## Historique
L'église, construite dans la deuxième moitié du XIIe siècle, a été vendue comme bien national à la Révolution. Elle a été transformée en étable. Dans les années 1970, elle a été rachetée par la commune pour un franc symbolique. Le christ en gloire du tympan du portail a disparu dans les années 70.
L'édifice est inscrit au titre des monuments historiques en 1934.